# Bygdeväg

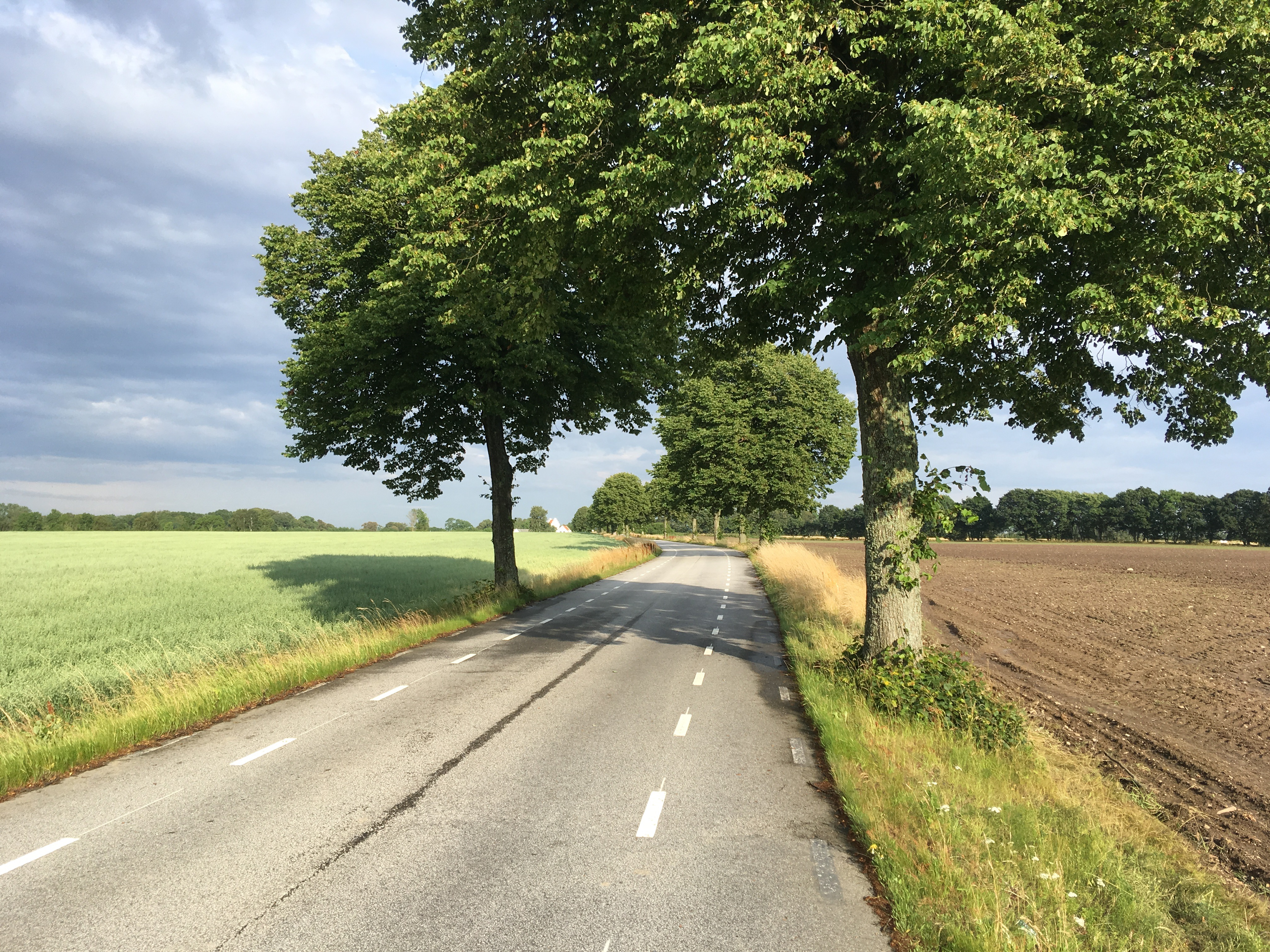
Bygdeväg vid Allerum i Helsingborgs kommun.

En skiss över hur en bygdeväg fungerar.

Bygdeväg eller bymiljöväg är de svenska benämningarna på en landsväg med extra breda vägrenar, och ett smalare körfält i mitten avsett för bilar. Syftet är att underlätta för cyklister och fotgängare. Tanken är att cyklister och gående ska använda vägrenarna, och bilförare vid möten ska kunna använda vägrenarna vid behov. I Danmark kallas vägtypen "två minus ett-väg", och var tredje kommun i landet har åtminstone en sträcka med sådan väg.
I Sverige har vägtypen införts på en handfull kortare sträckor, i olika försöksprojekt. Dels som bymiljöväg där en smal landsväg går genom en lång bymiljö, som Bonäs i Mora kommun (2006) och Hansjö i Orsa kommun, dels som bygdeväg i glest bebyggda trakter i omgivningen kring Helsingborg. Helsingborgs kommun har i de senare fallen tillsammans med Trafikverket stått för utformningen av vägarna. Försöket i Helsingborg har mötts av kritik, bland annat från representanter för Polisen, som ansett att vägtypen innebär en ökad olycksrisk. Även bilisters beteende på vägtypen har kritiserats.